# 고야마 마사아키
고야마 마사아키(일본어: 小山 正明, 1934년 7월 28일 ~ 2025년 4월 18일)는 일본의 전 프로 야구 선수이자 야구 지도자, 야구 해설가·평론가이다.
뛰어난 제구력으로 ‘던지는 정밀 기계’(投げる精密機械)라는 별명을 가지고 있었으며 일본 프로 야구 역대 3위 기록인 320승(273선발승으로 스즈키 케이시(288선발승)에 이어 통산 선발승 2위)과 5위 기록인 290완투를 기록했다. 은퇴 이후에는 코치와 야구 해설가 및 평론가로 일하고 있다. 2001년에는 야구 명예의 전당에 입성했다.

## 인물

### 현역 시절
효고현 아카시시 출생으로 효고 현립 다카사고 고등학교 3학년 가을인 1952년에 진학을 권유하던 아버지를 설득하고, 아버지의 연줄로 오사카 타이거스의 입단 테스트를 거쳐 계약금 없이 월급 5천 엔으로 타격 투수를 겸한 연습생으로서 입단했다. 이 때 타이거스에서 합격 통지가 좀처럼 오지 않아 자택에서 가까운 아카시 시내에서 캠프를 가던 다이요 쇼치쿠 로빈스의 입단 테스트도 받았지만 당시에는 다이요 웨일스와 쇼치쿠 로빈스의 구단 합병으로 선수가 증가한 일로 인해 불합격되었다.
입단 후 타격 투수로 후지무라 후미오, 가네다 마사야스 등 베테랑과 고토 쓰구오에게 지명되는 일이 많아 치기 쉬운 코스로 던지지 않으면 후지무라가 옆의 네트로 조용히 이동한 일이 한 차례 있었다고 한다. 후년에 "해고 당하지 않기 위해 필사적이었다. 전쟁에서 돌아온 사람들은 무서웠다"라고 회고하고 있다.
제구가 좋았던 와타나베 쇼조가 선배로 있어서 타격 팀의 엄격한 요구에 부응하여 제구력을 향상시켜 1년차인 1953년에 3승, 1954년에 11승을 거두며 선발 로테이션에 정착했다. 1958년부터 3년 연속 20승을 달성했고(58년 20선발승, 60년 21선발승(최다 선발승)으로 선발 20승 이상) 1962년에는 센트럴 리그 기록인 5경기 연속 완봉승을 포함해 1952년 프랜차이즈제 도입 이후 역대 최다 완봉승인 시즌 13완봉, 2006년에 후지카와 규지가 경신할 때까지 구단 기록이었던 47이닝 연속 무실점을 기록했다. 무라야마 미노루와 함께 두 개의 기둥으로 리그 우승에 기여하고 사와무라 에이지상을 수상했다. 그 해 최우수 선수 투표(당시에는 단기제)에는 무라야마에게 밀려 2위에 그쳤으나 그 실적을 고려하여 센트럴 리그에서 ‘우수 공로상’을 수여했다. 이 공로상에 대해 고야마는 1973년 인터뷰에서 다음과 같이 이야기했다.

그 해 무라야마는 25승(20선발) 14패, 평균 자책점 1.20이라는 성적으로, 나는 그보다 27승(모두 선발) 11패, 평균 자책점 1.66을 기록했다. 그러나 시즌 최우수 선수로 수상된 것은 무라야마였다. 이것은 기자단에 의한 투표였기에 어쩔 수 없는 것이었지만 화가 난 것은 나에게 ‘특별 공로상’이라고 모르는 척 연맹이 준 것이나, 오쿠이 시게카즈(당시 구단 총무과장)에게서 그것을 들었을 때 또 화가 났다. “매 시즌 이런 상이 있었나? 매년 있었다면 기쁘게 받겠습니다. 하지만 올해 뿐이죠? 그렇다면 거절하겠습니다!” 이렇게 말한다면 오쿠이 씨, 곤란해지기도 하고……. 완전히 부자연스러웠던 수상이었으니까요. 막무가내로 받지 않겠다는 생각이었으니까요. 결국 ‘무라야마의 MVP에 흥을 깨고 싶지 않다’고  해서 받게 되었는데….— 고야마 마사아키, 무라야마 미노루 저 《등번호 11의 결번》, 고분샤, 2011년

이 때 기자에게 투수 로테이션에 대해 질문을 받은 후지모토 사다요시 감독이 “고야마, 무라야마, 아니면 비”라고 대답한 것이 유명해졌다.
그러나 ‘두 영웅은 양립할 수 없다’는 소리도 구단 내부에서 나오고 이미 1963년 말에는 고야마의 방출 소문이 흘렀는데 한신은 그 해 초 디트로이트 타이거스의 초청을 받아 2월 9일부터 미국 레이클랜드에서 전지훈련을 했지만 미국식 연습이 맞지 않아 전년도 27선발승(1위) 20선발승(3위)을 기록한 고야마 무라아마 두 투수가 14선발승(고야마) 8선발승(무라야마)으로 추락했으며 한신은 1980년이 되어서야 미국(애리조나주 템피) 전지훈련을 재개할 수 있었는데 템피 전지훈련은 1981년까지 지속됐고 1983년부터 하와이 마우이섬에서 전지훈련을 했으나 다음 해까지 2년 연속 4위에 그쳤고 1985년 요시다 요시오 감독 재취임에 따라 아키 시영구장으로 전지훈련 장소가 변경됐다. 고야마는 후지모토가 이미 무라야마를 잔류시키고 자신을 방출시키려던 의향을 알고 있어 망년회에서 만난 후지모토가 “내년에도 잘 부탁한다”라고 말했을 때 강한 반발했다고 기억했다. 이후 장타력을 갖춘 타자가 필요했던 한신과 에이스 투수가 필요했던 다이마이 오리온스의 의도가 일치하여 야마우치 가즈히로와의 ‘세기의 트레이드’가 성사돼 다이마이로 이적했다. 언론에서 보도가 과열되는 가운데 한신 본사에서 아무런 연락이 없는 것을 참다 못해 구단 사장의 집을 직접 방문했는데 “다이마이의 구단주인 나가타 마사이치의 직접 통화로 ‘고야마를 양보해주지 않겠나’라고 연일 밤에 재촉하여 난처하다”고 말하자 고야마는 “그렇게까지 말씀하시면 저는 (트레이드는)별로 상관 없습니다”라고 대답하면서 즉시 트레이드가 성립되었다. 이후에 “내 대답을 들었을 때 구단 사장의 그 만면의 미소는 아직도 잊을 수 없다”고 술회하고 있다. 나가타는 고야마의 입단을 매우 기뻐하며 “너에게 말(경주마)을 선물해주마”라고 말하며 마주를 제의했지만 경마를 하지 않는 고야마는 “집에 말을 지킬 자리가 없습니다”라고 말하며 거절했고 대신 외제차를 선물받았다.
1964년에 다이마이에서 구단 이름을 변경한 도쿄 오리온스는 한신 고시엔 구장보다 좁은 도쿄 스타디움을 홈 구장으로 사용해 고야마에게 이적은 불리한 듯 보였다. 하지만 한신 시절에 오 사다하루를 상대하기 위해 익혔던 팜볼을 구사하여 맞춰 잡는 투구로 30승을 올려 다승왕 타이틀을 획득했는데 그 해 자신이 기록한 26선발승은 역대 퍼시픽리그 최다 선발승 기록이다. 1965년과 1966년에도 2년 연속 20승을 올려(66년 20선발승) 1966년 10월 4일의 니시테쓰 라이온스 전에서 87구로 완투하고 이나오 가즈히사도 75구로 완투하며 총 162구의 최소 투구 수 경기 기록을 만들어냈다.
도쿄 시절에는 독신자로 기숙사에 단신으로 부임했고, 성실하면서도 연습에 열성적인 자세는 팀의 본보기였다. 입단한 지 얼마 되지 않은 무라타 조지가 밤늦게까지 마작을 하여 아침에 돌아왔을 때 런닝을 나가던 고야마와 마주쳐 순간 아무런 말 없이 자신의 방으로 도망쳤다. 다음 연습 중에 사과를 온 무라타에게 “너 정도의 재능을 가지고 있으면서 그것을 낭비하는 것은 슬프지 않을까”라며 당시 야구계를 대표하는 베테랑 투수였던 고야마에게 설득된 무라타는 감격하여 진지하게 연습에 몰두하게 되었다. 또한 기타루 마사아키가 입단 3년 만에 어깨가 고장나 실망스러운 성적으로 야수 전향을 고려하던 때에도 “(기타루)그 녀석 정도 투수로서의 재능을 타고난 놈은 없다. 다시 한 번 재고해달라”고 당시 구단 수뇌부에게 호소하여 투수로 선수 생활을 계속하게 되었다. 아무리 큰 투수라고 해도 경험있는 고야마에게는 젊은 선수들의 대두가 스스로의 사활 문제가 걸린 것이었으나 그에게는 그것보다 야구인으로의 재능을 사랑하는 인품이 잘 나타나 있다.
1970년에는 시즌 16승을 거두면서 리그 우승에 공헌했고 양대 리그에서 일본 시리즈에 등판해 일본 프로 야구 사상 유일하게 양대 리그 100승을 기록했다.
1971년 7월 3일 도에이 플라이어스전에서 스스로 결승 타점이 되는 역전 적시 2루타를 기록하였고 동시에 완투승을 올리며 일본 프로 야구 역대 4번째가 되는 300승을 올렸다. 경기 후 팀 동료들로부터 헹가래를 받았다.
1972년에 현역에서 은퇴하였고, 이듬해 1973년 다이요의 투수 코치로 부임했지만 시즌 도중에 아오타 노보루 감독의 요청으로 현역에 복귀하여 그 해에 재은퇴했다. 기토 히로시·야스다 다이이치와의 트레이드로 인한 이적으로 등록상 선수 겸임이었다고 볼 수 있다. 이적 당시에는 나카무라 나가요시 전 구단주와의 약속으로 공로금을 받기도 했다.

### 그 후
1974년부터 1975년, 1982년부터 1983년, 1998년에 한신에서, 1990년부터 1991년까지 세이부 라이온스에서, 1993년부터 1994년까지 후쿠오카 다이에 호크스에서 각각 투수 코치를 역임했다.
실의의 병상에 있던 만년의 나가타를 고야마가 방문했을 때 “지금은 가난하지만 난 행복해. 나에게 너같은 친구가 있으니까”라고 말하며 눈물을 흘렸다.
1976년부터 1981년, 1984년부터 1989년까지 아사히 방송, 1992년과 1995년부터 1997년까지 선 TV의 야구 해설가를 역임했다. 이후에는 선 TV의 야구 해설가, 데일리 스포츠의 야구 평론가로 활동하고 있다. 해설자·비평가로 팀을 불문하고 제구력이 나쁘거나 정반대 방향으로 투구가 많은 선수에게는 신랄한 비판을 가한다. 또한 선발 완투주의자임을 공언하며 투수 분업제에 반대하고 있지만 투구 내용에 대한 평가는 보직 별로 큰 차이가 없다. 또한 팔을 머리 위로 높게 드는 와인드업 모션에 구애를 가지고 있으며 해설에서도 “최근 셋업 포지션에서 던지는 투수가 많은데 젊은 투수들이 더 와인드업 모션에 구애를 가지고 있었으면 좋겠다”고 불만을 토로했다.

## 플레이 스타일
- 쓸데없는 힘이 들어가 있지 않은 투구법으로 얼굴을 찡그리며 전력 투구하는 무라야마와는 대조적인 스타일이었다.
- 정밀 기계라고 칭해진 제구력 뿐 아니라 직구의 위력도 본인은 “느긋한 폼에서 뷰웁하고 훕하고 공이 오기 때문에 타자도 당황하지 않을까”라고 말했고 뒤를 지키던 요시다 요시오도 “고야마의 기세가 좋을 때는 내야수들은 한가했다”(뜬공이 많기 때문에), “바늘 구멍을 통과한다”라는 성공적인 제구력[7] 이었다고 증언하고 있다.
- 다른 대투수들과 마찬가지로 하체 강화의 중요성을 주장해 “팽이는 굴대가 장악하고 있어 더욱 안정된다. 투수도 마찬가지로 하체의 안정이 있어야 비로소 공을 컨트롤할 수 있다. 하체를 단련하는 것, 이것이 독수리의 생명이다”라고 종종 발언하기도 했다.
- 한신 시절에는 오 사다하루를 부담스런 상대로 여겨져 오 사다하루가 신인 시절 ‘삼진왕’이라고 야유받던 무렵의 천황 참관 경기에서도 홈런을 맞았으며 1962년에도 외다리 타법으로 전환한 오 사다하루에게 1경기 3피홈런을 포함한 7개의 피홈런을 기록했다. 따라서 오 사다하루의 상대 구로 팜볼을 습득했고 1963년에 오 사다하루에게서 홈런을 단 한 개도 허용하지 않았고 도쿄 이적 후에는 결정구로 던졌다. 또한 본인의 주장으로는 세 종류의 팜볼을 던지고 있었다.[8]

## 에피소드
- 아내는 한큐군의 초기 명선수였던 미야타케 사부로의 딸이다.
- 아쿠타가와 히로시와 비슷한 것으로 알려져 아쿠타가와도 《TV 이것 저것》이라는 수필에서 ‘자신이 던지고 있는 것 같다’라고 기술했다.
- 2012년 효고 현립 다카사고 고등학교 시절의 동급생으로부터 소행성에 자신의 이름(Masaaki Koyama)이 명명되었다는 것에 놀라 “큰 땅에는 약해요”라고 말했다.[9]

## 상세 정보

### 출신 학교
- 효고 현립 다카사고 고등학교

### 선수 경력
- 오사카 타이거스·한신 타이거스(1953년 ~ 1963년)
- 도쿄 오리온스·롯데 오리온스(1964년 ~ 1972년)
- 다이요 웨일스(1973년)

### 지도자·기타 경력
- 다이요 웨일스 투수 코치(1973년)
- 한신 타이거스 투수 코치(1974년 ~ 1975년, 1982년 ~ 1983년, 1998년)
- 아사히 방송 야구 해설자(1976년 ~ 1981년, 1984년 ~ 1989년)
- 세이부 라이온스 투수 코치(1990년 ~ 1991년)
- 선 TV 야구 해설자(1992년, 1995년 ~ 1997년)
- 후쿠오카 다이에 호크스 투수 코치(1993년 ~ 1994년)

### 수상·타이틀 경력

#### 타이틀
- 다승왕 : 1회(1964년)
- 최다 선발승 : 4회(1960년 21선발승, 1962년 27선발승, 1964년 26선발승, 1966년 20선발승)
- 최고 승률 : 1회(1962년)
- 최다 탈삼진(당시는 타이틀이 아님) : 1회(1962년) ※센트럴 리그에서는 1991년부터 타이틀로 제정됨

#### 수상
- 사와무라 에이지상 : 1회(1962년)
- 일본 야구 명예의 전당 헌액자(2001년)

### 개인 기록
- 시즌 30승 이상 : 1회(1964년)
- 시즌 20승 이상 : 7회(1958년 ~ 1960년, 1962년, 1964년 ~ 1966년)
- 시즌 13차례 완봉승(1962년) ※센트럴 리그 기록
- 시즌 10차례 무4사구 경기(1958년, 1962년) ※센트럴 리그 기록
- 5경기 연속 완봉승(1962년 7월 7일 ~ 7월 22일) ※센트럴 리그 기록
- 47이닝 연속 무실점(1962년 7월 7일 ~ 7월 29일)
- 올스타전 출장 : 11회(1957년 ~ 1960년, 1962년 ~ 1967년, 1970년)
- 양대 리그 100승 이상(센트럴 리그는 180승, 퍼시픽 리그는 140승) ※일본 프로 야구 사상 유일

### 등번호
- 49(1953년)
- 6(1954년 ~ 1956년)
- 14(1957년)
- 47(1958년 ~ 1973년)
- 71(1974년 ~ 1975년)
- 81(1982년 ~ 1983년, 1998년)
- 87(1990년 ~ 1991년)
- 82(1993년 ~ 1994년)

### 연도별 투수 성적
| 연 도       | 소 속       | 등 판 | 선 발 | 완 투 | 완 봉 | 무 4 구 | 승 리 | 패 전 | 세 이 브 | 홀 드 | 승 률 | 타 자 | 이 닝  | 피 안 타 | 피 홈 런 | 볼 넷 | 고 4 | 몸 맞 | 탈 삼 진 | 폭 투 | 보 크 | 실 점 | 자 책 점 | 평 자 책 | W H I P |
| ----------- | ----------- | ----- | ----- | ----- | ----- | ------- | ----- | ----- | -------- | ----- | ----- | ----- | ------ | -------- | -------- | ----- | ---- | ----- | -------- | ----- | ----- | ----- | -------- | -------- | ------- |
| 1953년      | 오사카 한신 | 16    | 10    | 3     | 1     | 0       | 5     | 1     | --       | --    | .833  | 253   | 60.2   | 60       | 4        | 17    | --   | 0     | 22       | 0     | 0     | 24    | 23       | 3.39     | 1.27    |
| 1954년      | 오사카 한신 | 40    | 23    | 5     | 1     | 1       | 11    | 7     | --       | --    | .611  | 667   | 166.0  | 148      | 15       | 44    | --   | 1     | 75       | 1     | 0     | 62    | 56       | 3.04     | 1.16    |
| 1955년      | 오사카 한신 | 27    | 14    | 5     | 1     | 2       | 7     | 4     | --       | --    | .636  | 515   | 131.0  | 110      | 4        | 34    | 7    | 0     | 75       | 1     | 0     | 37    | 33       | 2.27     | 1.10    |
| 1956년      | 오사카 한신 | 59    | 14    | 8     | 4     | 3       | 17    | 13    | --       | --    | .567  | 858   | 232.1  | 134      | 8        | 40    | 7    | 4     | 220      | 3     | 1     | 55    | 43       | 1.66     | 0.75    |
| 1957년      | 오사카 한신 | 52    | 26    | 14    | 5     | 6       | 15    | 17    | --       | --    | .469  | 968   | 250.0  | 192      | 9        | 37    | 4    | 7     | 201      | 0     | 0     | 76    | 66       | 2.38     | 0.92    |
| 1958년      | 오사카 한신 | 53    | 34    | 24    | 4     | 10      | 24    | 12    | --       | --    | .667  | 1193  | 313.1  | 226      | 15       | 49    | 7    | 2     | 252      | 2     | 1     | 77    | 59       | 1.69     | 0.88    |
| 1959년      | 오사카 한신 | 52    | 37    | 22    | 8     | 6       | 20    | 16    | --       | --    | .556  | 1310  | 344.0  | 246      | 24       | 62    | 3    | 5     | 254      | 2     | 0     | 82    | 71       | 1.86     | 0.90    |
| 1960년      | 오사카 한신 | 60    | 42    | 23    | 7     | 5       | 25    | 19    | --       | --    | .568  | 1423  | 362.0  | 287      | 20       | 63    | 2    | 11    | 273      | 2     | 0     | 106   | 95       | 2.36     | 0.97    |
| 1961년      | 오사카 한신 | 46    | 37    | 18    | 4     | 3       | 11    | 22    | --       | --    | .333  | 1144  | 291.1  | 222      | 20       | 65    | 8    | 4     | 204      | 5     | 0     | 91    | 78       | 2.40     | 0.99    |
| 1962년      | 오사카 한신 | 47    | 40    | 26    | 13    | 10      | 27    | 11    | --       | --    | .711  | 1354  | 352.2  | 268      | 19       | 59    | 9    | 7     | 270      | 1     | 0     | 77    | 65       | 1.66     | 0.93    |
| 1963년      | 오사카 한신 | 34    | 33    | 12    | 0     | 1       | 14    | 14    | --       | --    | .500  | 971   | 233.0  | 218      | 27       | 66    | 6    | 4     | 98       | 0     | 0     | 108   | 93       | 3.59     | 1.22    |
| 1964년      | 도쿄 롯데   | 53    | 42    | 25    | 3     | 3       | 30    | 12    | --       | --    | .714  | 1439  | 361.1  | 300      | 26       | 87    | 7    | 6     | 193      | 1     | 1     | 112   | 99       | 2.47     | 1.07    |
| 1965년      | 도쿄 롯데   | 50    | 39    | 22    | 4     | 3       | 20    | 20    | --       | --    | .500  | 1303  | 322.1  | 270      | 30       | 81    | 6    | 9     | 171      | 3     | 0     | 102   | 84       | 2.35     | 1.09    |
| 1966년      | 도쿄 롯데   | 49    | 34    | 23    | 7     | 7       | 20    | 13    | --       | --    | .606  | 1191  | 304.0  | 266      | 24       | 38    | 0    | 8     | 187      | 2     | 0     | 85    | 70       | 2.07     | 1.00    |
| 1967년      | 도쿄 롯데   | 44    | 30    | 9     | 1     | 3       | 13    | 11    | --       | --    | .542  | 949   | 225.1  | 223      | 26       | 55    | 6    | 7     | 126      | 2     | 0     | 101   | 81       | 3.24     | 1.23    |
| 1968년      | 도쿄 롯데   | 25    | 12    | 0     | 0     | 0       | 4     | 4     | --       | --    | .500  | 372   | 87.0   | 82       | 11       | 27    | 2    | 4     | 53       | 0     | 0     | 38    | 32       | 3.31     | 1.25    |
| 1969년      | 도쿄 롯데   | 33    | 29    | 8     | 2     | 1       | 11    | 7     | --       | --    | .611  | 747   | 182.1  | 173      | 15       | 31    | 4    | 5     | 136      | 1     | 0     | 70    | 60       | 2.97     | 1.12    |
| 1970년      | 도쿄 롯데   | 38    | 29    | 18    | 4     | 3       | 16    | 11    | --       | --    | .593  | 952   | 242.2  | 199      | 19       | 40    | 3    | 8     | 141      | 2     | 0     | 74    | 62       | 2.30     | 0.98    |
| 1971년      | 도쿄 롯데   | 35    | 28    | 16    | 1     | 5       | 17    | 8     | --       | --    | .680  | 877   | 211.0  | 213      | 22       | 42    | 5    | 5     | 111      | 2     | 0     | 92    | 76       | 3.24     | 1.21    |
| 1972년      | 도쿄 롯데   | 28    | 19    | 7     | 2     | 1       | 9     | 6     | --       | --    | .600  | 639   | 152.1  | 167      | 21       | 26    | 3    | 8     | 57       | 0     | 0     | 74    | 69       | 4.09     | 1.27    |
| 1973년      | 다이요      | 15    | 11    | 2     | 2     | 0       | 4     | 4     | --       | --    | .500  | 298   | 74.1   | 64       | 6        | 15    | 0    | 4     | 40       | 0     | 0     | 24    | 21       | 2.55     | 1.06    |
| 통산 : 21년 | 통산 : 21년 | 856   | 583   | 290   | 74    | 73      | 320   | 232   | --       | --    | .580  | 19423 | 4899.0 | 4068     | 365      | 978   | 89   | 109   | 3159     | 30    | 3     | 1567  | 1336     | 2.45     | 1.03    |

- 굵은 글씨는 시즌 최고 성적.
- 오사카(오사카 타이거스)는 1961년 한신(한신 타이거스)으로 구단명을 변경함.
- 도쿄(도쿄 오리온스)는 1969년 롯데(롯데 오리온스)로 구단명을 변경함.